# Tartu
Tartu (njem. Dorpat) je drugi najveći estonski grad. Nalazi se 186 kilometara jugoistočno od glavnoga grada Tallinna. Tartu se smatra intelektualnim i kulturnim središtem Estonije jer je dom najstarijeg i najpoznatijeg estonskog sveučilišta.
Grad zauzima površinu od 38.8 km2 i ima 103.284 stanovnika od kojih su 80% Estonci, 15% Rusi i 5% ostali (Ukrajinci, Finci, Bjelorusi...). Kroz grad protiče rijeka Emajõgi.
Najvažnije znamenitosti su stara luteranska crkva sv. Ivana (est. Jaani Kirik, njem. Johanneskirche), gradska vijećnica, zgrada Sveučilišta, ruševine katedrale iz 13. st., botanički vrtovi i druge.
Glavni je grad okruga Tartumaa.

## Vanjske poveznice
- Službene stranice  Arhivirana inačica izvorne stranice od 29. studenoga 2010. (Wayback Machine)
- Turističke stranice